# Nechtan I
Nechtan I, també conegut amb el nom de Nechtan Morbet o Morbet mac Erip, va ser rei dels pictes del 456 al 480.
Les llistes de reis aporten alguns epítets per a Nechtan: Morbet i Celchamoth, i el llatí Magnus (el gran). Diuen d'ell que va regnar durant vint-i-quatre anys. A causa de la confusió entre els noms de varis reis, existeix la tradició que atorga als diferents sobirans anomenats Nechtan la fundació d'Abernethy.

La llegenda diu que Nechtan Morbet mac Erip es va exiliar a Irlanda durant el regnat del seu germà (?) Drest mac Erip i durant els quatre anys que va ser al tron Talorg mac Aniel. Nechtan hauria demanat a santa Brígida de pregar a Déu perquè ell pogués aconseguir el tron algun dia. Segons la Crònica picta:
Nechtan, que vivia en una vida d'exili, quan el seu germà Drest el va expulsar a Irlanda, va suplicar a Santa Brígida que pregués a Déu per ell. I va pregar per ell, i va dir: "Si tornes al teu país, el Senyor tindrà pietat de tu. Tindràs en pau el regne dels pictes.